# Neoscona hirta
Neoscona hirta là một loài nhện trong họ Araneidae.
Loài này thuộc chi Neoscona. Neoscona hirta được Carl Ludwig Koch miêu tả năm 1844.